# Uddannelsesbibliotek
Et uddannelsesbibliotek på et uddannelsessted opretholder en tidssvarende og for uddannelsesinstitutionen relevant samling af f.eks. bøger, tidsskrifter, musik, AV-materialer, elektroniske databaser m.v. Historisk har uddannelsesbiblioteket været at finde på ungdomsuddannelserne samt på de korte og mellemlange videregående uddannelser. 
Bibliotekaren på uddannelsesbiblioteket underviser og hjælper de studerende med at finde information til dokumentation og til opgave- og projektskrivning.
Da der ikke er ensartede regler omkring biblioteker på uddannelsesinstitutioner, varierer uddannelsesbiblioteker betydeligt i omfang og opbygning. 
Nogle steder er der kun én bibliotekar, og timetallet varierer fra et par timer til fuld tid. Nogle uddannelsesbiblioteker betjener lånere udefra, mens andre kun betjener institutionens egne studerende og ansatte.

## Typer
Man kan opstille en række arketyper, der i større eller mindre grad kan indeholde nedenstående karakteristika. Ofte vil der være tale om en kombination af disse:
1. Uddannelsesbiblioteket der ligner folkebiblioteket. En servicefunktion med en samling af materialer, som kan lånes inden for faste åbningstider. Biblioteket hjælper med at finde information og fremskaffer eventuelt materialer fra andre biblioteker.
2. Uddannelsesbiblioteket som studie-/læringscenter med gode IT-faciliteter. Biblioteket er her en del af et større miljø, hvor bibliotekarer arbejder sammen med andre faggrupper om at gøre de studerende informationskompetente. Læringscenteret støtter de studerende i deres gruppe- og projektarbejde.
3. Det virtuelle uddannelsesbibliotek. Alt materiale er her i elektronisk form, og bibliotekaren befinder sig ikke eet sted fysisk, men underviser og vejleder, hvor eleverne/de studerende er.